# 福吉多格冰川
福吉多格冰川（英語：Foggydog Glacier）是南極洲的冰川，位於奧次地，處於布朗山脈地區，流經布蘭克峰和里奇山之間，以威靈頓維多利亞大學探險隊的地質學家命名。

## 外部連結
- 1964 photo of Foggydog Glacier

79°47′S 158°40′E / 79.783°S 158.667°E